# Caio Márcio Rutilo
Caio Márcio Rutilo (em latim: Gaius Marcius Rutilius) foi um político da gente Márcia da República Romana, eleito cônsul por quatro vezes, em 357, 352, 344 e 342 a.C., com Cneu Mânlio Capitolino Imperioso, Públio Valério Publícola, Tito Mânlio Torquato e Quinto Servílio Aala respectivamente. Foi censor e o primeiro ditador plebeu, nomeado em 356 a.C..

## Primeiro consulado (357 a.C.)
Foi eleito cônsul pela primeira vez em 357 a.C. com Cneu Mânlio Capitolino Imperioso. Apesar de Cneu Mânlio ter recebido o comando da campanha contra Tarquínia, não conseguiu realizar nenhuma batalha. Enquanto isso, Caio Márcio liderou a campanha contra os privernatos, que terminou com a rendição da cidade de Priverno, um grande butim para os soldados e um triunfo para ele.

## Ditadura (356 a.C.)
No ano seguinte, Caio Márcio foi nomeado ditador, a primeira vez que um plebeu atingiu esta posição, com a missão de repelir uma invasão dos etruscos. Ele conseguiu surpreender o inimigo em seu próprio acampamento e o perseguiu até seu próprio território; por esta vitória, recebeu, pela vontade popular e contra a vontade do Senado, um triunfo. É bastante possível que sua ditadura e outros detalhes de sua carreira tenham sido inventados pela sua gente.

## Segundo consulado (352 a.C.)
Em 352 a.C., foi eleito novamente, desta vez com Públio Valério Publícola. Os dois cônsules promoveram uma auditoria da dívida sem provocar grandes reclamações dos interessados. Ao fim de seu mandato, Caio Márcio se candidatou ao cargo de censor e, apesar da forte oposição dos patrícios, acabou eleito.

## Terceiro consulado (344 a.C.)
Em 344 a.C., foi eleito novamente, desta vez com Tito Mânlio Imperioso Torquato. Neste ano foi dedicado o Templo de Juno Moneta, na Cidadela do Capitolino. Segundo Lívio, esta dedicação foi seguida por uma chuva de pedras e um escurecimento do céu, um prodígio que levou a nomeação de um ditador "feriarum constituendarum causa", Públio Valério Publícola (com poderes limitados).

## Quarto consulado (342 a.C.)
Foi cônsul pela última vez em 342 a.C., Quinto Servílio Aala. Caio Márcio recebeu o comando das tropas que estavam estacionadas perto de Capua durante a Primeira Guerra Samnita. Ao perceber que os soldados pretendiam tomar a cidade à força, apesar de ela ter se rendido espontaneamente a Roma, removeu dos acampamentos os elementos mais sediciosos até que a revolta de parte do exército levou à nomeação de Marco Valério Corvo como ditador.